# Аминогруппа

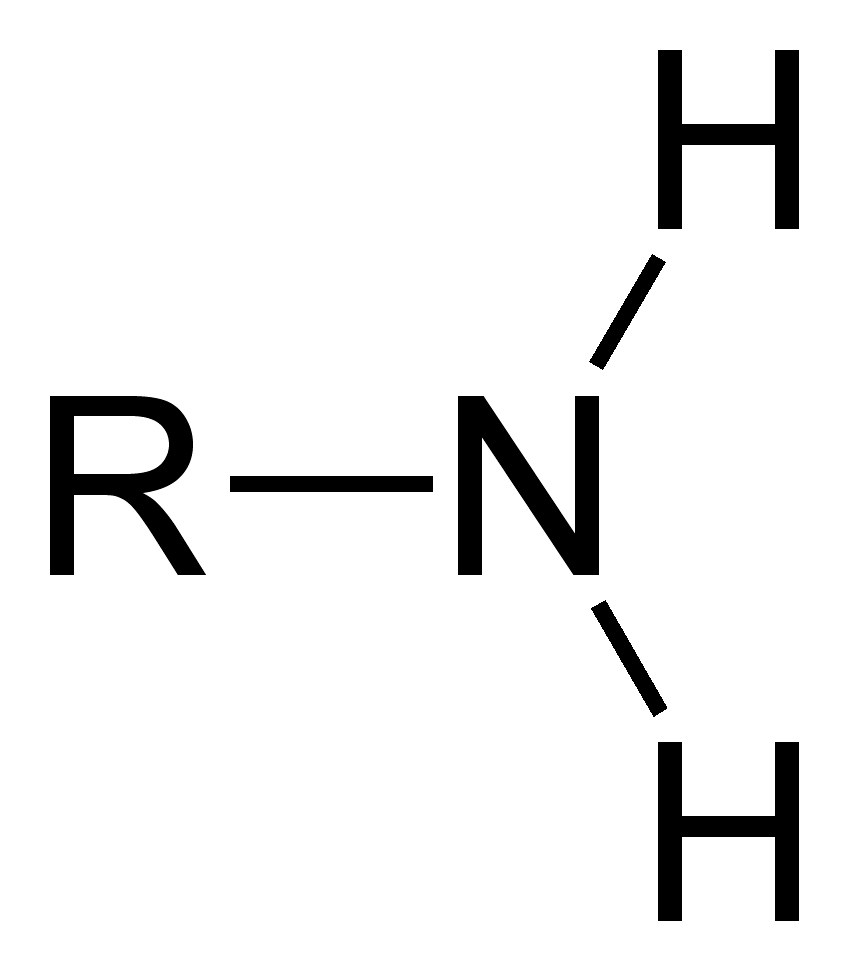
Аминогруппа

Аминогру́ппа — функциональная химическая одновалентная группа —NH2, органический радикал, содержащий один атом азота и два атома водорода.
Содержится в органических соединениях — аминах, аминокислотах, аминоспиртах и др. соединениях.

## Особенности и химические свойства
Соединения, содержащие группу —NH2, имеют, как правило, основный характер, обусловленный наличием неподелённой электронной пары на атоме азота.
В реакциях электрофильного замещения в ароматических соединениях аминогруппа является ориентантом первого рода (активизирует орто- и пара- положения в бензольном кольце).

## Соединения с аминогруппой
- Амины
- Аминокислоты — по положению аминогруппы в структуре, аминокислоты делятся на α-аминокислоты (аминогруппа присоединена к атому углерода, соседнему от атома углерода с карбоксильной группой), β-аминокислоты (аминогруппа присоединена к атому углерода следующему через один после атома углерода с карбоксильной группой) и γ-аминокислоты (аминогруппа присоединена к атому углерода, соответственно расположенному через два атома углерода от карбоксильной группы).
- Аминоспирты